# Zanthoxylum fagara
Zanthoxylum fagara är en vinruteväxtart som först beskrevs av Carl von Linné, och fick sitt nu gällande namn av Charles Sprague Sargent. Zanthoxylum fagara ingår i släktet Zanthoxylum och familjen vinruteväxter.

## Underarter
Arten delas in i följande underarter:
- Z. f. fagara
- Z. f. lentiscifolium